# Symphonie no 44 de Joseph Haydn
« Trauer »
Pour les articles homonymes, voir Symphonie no 44.
La Symphonie no 44 en mi mineur Hob. I:44, surnommée Trauer (funèbre), est une symphonie du compositeur autrichien Joseph Haydn, composée entre 1770 et 1771. Cette symphonie est représentative du courant Sturm und Drang et l'une des plus belles du genre. Vers la fin de sa vie, Haydn aurait demandé que le troisième mouvement (adagio) soit joué à ses funérailles. L'anecdote est peut-être apocryphe. L'adagio ne fut pas joué en juin 1809 mais seulement en septembre à Berlin, lors d'une commémoration.

## Orchestration
| Instrumentation de la 44e symphonie                                                  |
| Cordes                                                                               |
| premiers violons, seconds violons, altos, violoncelles, contrebasses, basse continue |
| Bois                                                                                 |
| 2 hautbois, 1 basson,                                                                |
| Cuivres                                                                              |
| 2 cors (en mi et en sol)                                                             |

## Mouvements
La symphonie comporte quatre mouvements:
1. Allegro con brio, à
2. Menuetto (Allegretto) - Trio, à
3. Adagio, à
4. Finale : Presto, à

Durée : 28 minutes
Le premier mouvement, écrit en forme sonate, commence par un motif de quatre mesures jouées à l'unisson qui réapparaissent dans tout le mouvement.
Introduction de l'Allegro con brio :
La lecture audio n'est pas prise en charge dans votre navigateur. Vous pouvez télécharger le fichier audio.
Le deuxième mouvement est un menuet en mi mineur et un trio en mi majeur. Le menuet est écrit en canon dont les entrées sont séparées d'une mesure.
Première reprise du Menuetto (Allegretto) :
La lecture audio n'est pas prise en charge dans votre navigateur. Vous pouvez télécharger le fichier audio.
Première reprise du Trio :
La lecture audio n'est pas prise en charge dans votre navigateur. Vous pouvez télécharger le fichier audio.
Le troisième mouvement est lent et les cordes sont jouées avec sourdines.
Introduction de l'Adagio :
La lecture audio n'est pas prise en charge dans votre navigateur. Vous pouvez télécharger le fichier audio.
Le dernier mouvement est écrit en forme sonate, « obstinément monothématique ».
Introduction du Presto :
La lecture audio n'est pas prise en charge dans votre navigateur. Vous pouvez télécharger le fichier audio.

## Références

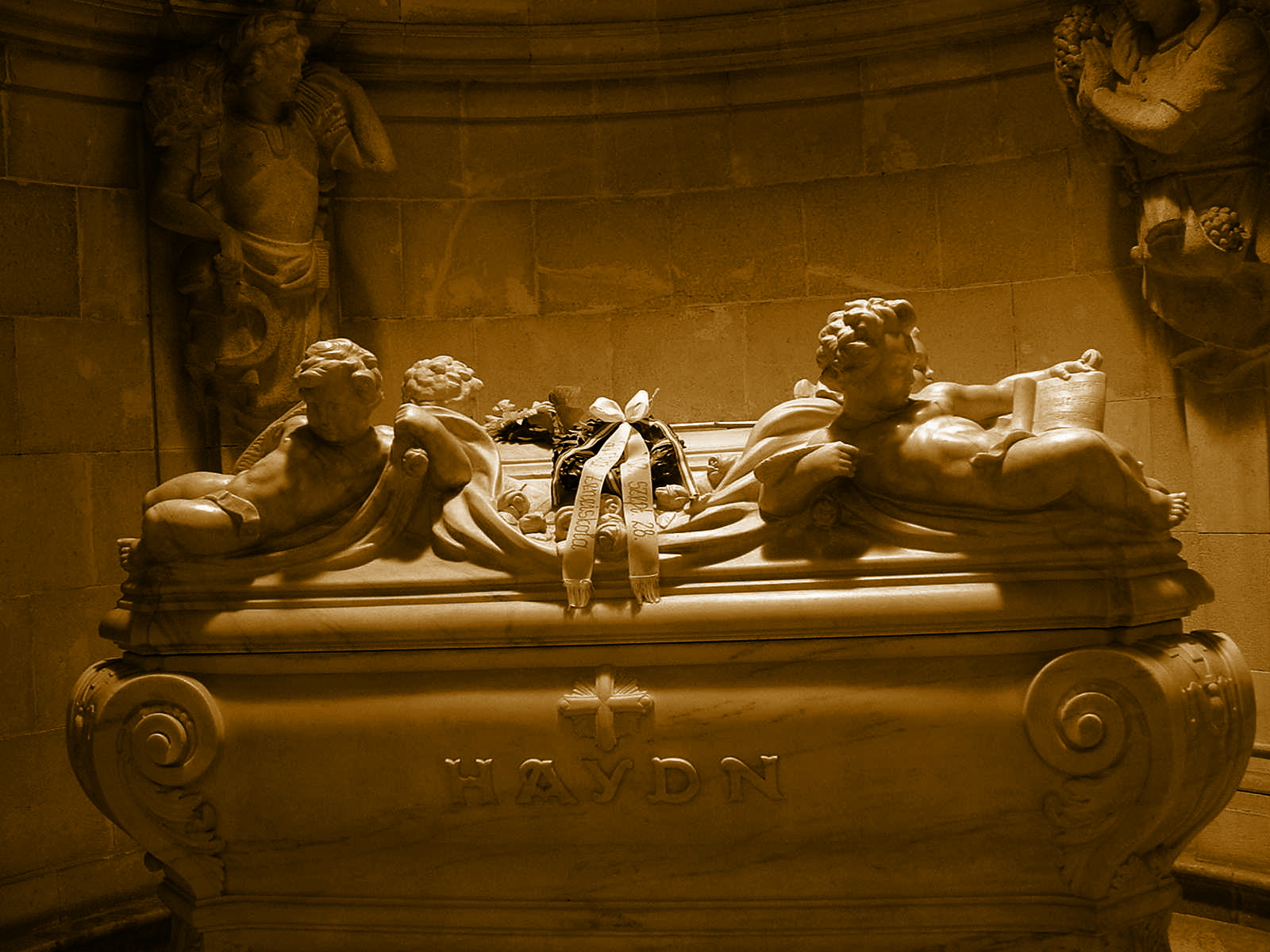
Tombeau de Haydn à Eisenstadt